# Carex carsei
Espèce
Classification phylogénétique
Carex carsei est une espèce des plantes du genre Carex et de la famille des Cyperaceae.